# Petra Dugardein

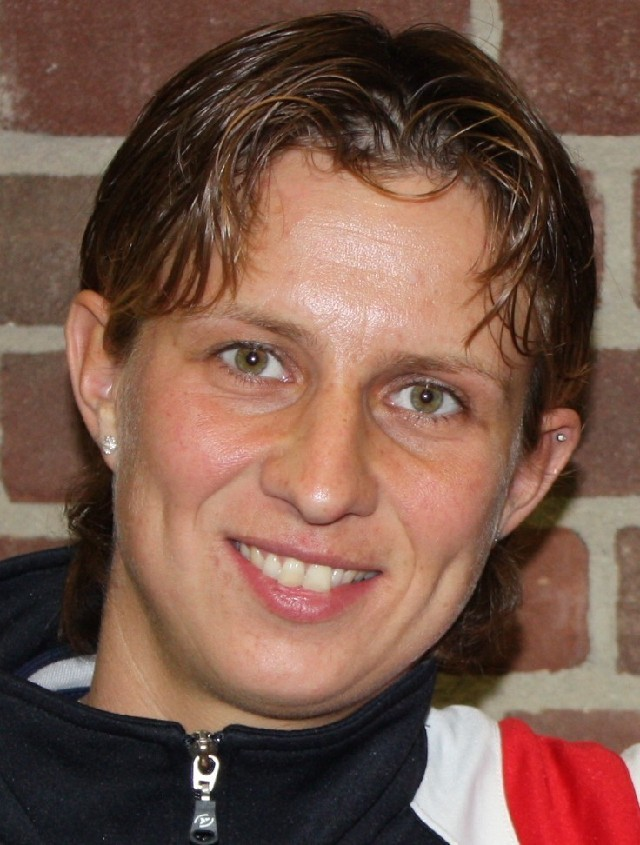
Petra Durgardein

Petra Dugardein (* 14. April 1977 in Zierikzee) ist eine ehemalige niederländische Fußballtorhüterin. Sie spielte zuletzt bei Willem II aus Tilburg in der Eredivisie und hütete viermal das Tor der Nationalmannschaft. 

## Vereinskarriere
Dugardein spielte zunächst bei der VV Zierikzee in ihrer Heimatstadt. Über Wik ’57 kam sie zum SC ’t Zand aus Tilburg, mit dem sie in der Hoofdklasse, der damals höchsten Spielklasse im Frauenfußball, spielte. Mit Einführung der Frauen-Eredivisie 2007 wechselte sie zu Willem II, wo sie zwei Jahre lang aktiv war. Nach der Europameisterschaft 2009 beendete sie ihre Karriere. 

## Nationalmannschaft
Dugardein ist Soldatin der niederländischen Streitkräfte mit dem Dienstgrad Korporaal 1ste klasse und spielte in der Militärauswahl ihres Landes, mit der sie 2004 in den Vereinigten Staaten Weltmeister wurde. Erst mit 31 Jahren wurde sie von Bondscoach Vera Pauw in den Kreis der A-Nationalmannschaft berufen. Sie debütierte bei den Leeuwinnen am 4. Mai 2008. Beim 2:2-Unentschieden gegen China wurde sie beim Stand von 1:0 nach der Halbzeitpause für Loes Geurts eingewechselt. Bis zu ihrem Rücktritt im September 2009 stand sie in drei weiteren Länderspielen im Tor. Sie gehörte zum Kader der Niederländerinnen bei der EM 2009, kam jedoch in Finnland nicht zum Einsatz.

## Erfolge
mit der Nationalmannschaft
- Militärweltmeisterin 2004
- Halbfinalistin der Europameisterschaft 2009